# Kleiner Kornigl
Der Kleine Kornigl oder einfach Kornigl (italienisch Cornicoletto) ist ein 2311 m s.l.m. hoher Berg im Ilmenkamm der Ortler-Alpen. Sein Name ist eine eingedeutschte Verbindung des lateinischen cornu mit dem Diminutivsuffix -iculu und bedeutet Hörnchen.

## Lage und Umgebung
Der Kleine Kornigl befindet sich westlich über dem Hofmahdjoch in Südtirol (Italien). Seine Nordflanke gehört zum Gebiet der Ultner Gemeinde St. Pankraz, seine Südseite hingegen zu jenem der Gemeinde Laurein am Deutschnonsberg. Ein Keil, der auf der Ostseite bis zum Gipfel hinauflangt, befindet sich in der Trentiner Gemeinde Borgo d’Anaunia. Gegen Nordwesten verläuft ein Grat, der den Kleinen mit dem höheren Großen Kornigl verbindet. Letzterer scheint gelegentlich auch selbst als Kleiner Kornigl auf, da er vom nahegelegenen Proveis aus deutlich niedriger erscheint.

## Anstieg
Der Normalweg auf den Gipfel führt von der südlich unterhalb des Berges gelegenen Clazner Alm oder vom Hofmahdjoch herüber zunächst in den Clazner Loch genannten Kessel zwischen Kleinem Kornigl, Großem Kornigl und Schöngrubspitze und weiter über einen sehr steilen Anstieg auf den Grat zwischen Großem und Kleinen Kornigl hinauf. Von dort ist das Gipfelkreuz über einen teilweise etwas ausgesetzten Pfad erreichbar.